# Alex De Angelis
Alex De Angelis (Rímini, Italia, 26 de febrero de 1984) es un expiloto de motociclismo sanmarinense retirado en el año 2017. Debutó en un Gran Premio en el circuito de Imola en 1999, con tan solo 15 años.

## Biografía
Se caracteriza por ser un piloto bastante regular y de buena conducción. Actualmente ha bajado de categoría a la Moto2, debido con sus problemas de adaptación en MotoGP. En el 2009 consiguió su primer y único podio en MotoGP al quedar segundo en el Indianapolis Motor Speedway por detrás tan solo del español Jorge Lorenzo y por delante de Nicky Hayden. Sus mejores posiciones finales han sido su subcampeonato de 125cc en 2003 y sus dos terceros puestos en 2006 y 2007, en la categoría de 250cc.
En 2010, empezó con muy mala suerte en el nuevo campeonato de Moto2, con caídas y quedándose bastante rezagado en las clasificaciones consiguiendo solo 5 puntos en las 5 primeras carreras. Tras la lesión de Hiroshi Aoyama en el Interwetten Honda de MotoGP, De Angelis cubrirá su puesto de manera ocasional.
En septiembre de 2010 se vio involucrado en la muerte del piloto Shōya Tomizawa, el cual murió debido a las contusiones causadas tras ser atropellado por el propio Alex De Angelis y Scott Redding que iban detrás de él. Iba a 200 km/h y le arrolló (involuntariamente) causándole traumatismos en el cráneo, pecho y hemorragias internas

## Resultados

### Campeonato del Mundo de Motociclismo

#### Por temporada
| Temporada | Categoría | Moto              | Carreras | Victorias | Podios | Poles | V.Ráp.ida | Puntos | Posición |
| 1999      | 125cc     | Honda             | 1        | 0         | 0      | 0     | 0         | 0      | NC       |
| 2000      | 125cc     | Honda             | 16       | 0         | 0      | 0     | 0         | 40     | 18.º     |
| 2001      | 125cc     | Honda             | 16       | 0         | 0      | 0     | 0         | 63     | 14.º     |
| 2002      | 125cc     | Aprilia           | 16       | 0         | 1      | 1     | 0         | 87     | 9.º      |
| 2003      | 125cc     | Aprilia           | 16       | 0         | 6      | 4     | 0         | 166    | 2.º      |
| 2004      | 250cc     | Aprilia           | 16       | 0         | 2      | 1     | 1         | 147    | 5.º      |
| 2005      | 250cc     | Aprilia           | 16       | 0         | 4      | 2     | 2         | 151    | 7.º      |
| 2006      | 250cc     | Aprilia           | 16       | 1         | 11     | 0     | 5         | 228    | 3.º      |
| 2007      | 250cc     | Aprilia           | 17       | 0         | 8      | 1     | 5         | 235    | 3.º      |
| 2008      | MotoGP    | Honda             | 18       | 0         | 0      | 0     | 0         | 63     | 14.º     |
| 2009      | MotoGP    | Honda             | 16       | 0         | 1      | 0     | 0         | 111    | 8.º      |
| 2010      | Moto2     | Scot Force/Motobi | 12       | 1         | 3      | 1     | 1         | 95     | 11.º     |
| 2010      | MotoGP    | Honda             | 3        | 0         | 0      | 0     | 0         | 11     | 18.º     |
| 2011      | Moto2     | Motobi            | 17       | 1         | 2      | 1     | 2         | 174    | 4.º      |
| 2012      | Moto2     | Suter y FTR       | 15       | 0         | 2      | 0     | 1         | 86     | 12.º     |
| Total     | Total     | Total             | 188      | 4         | 40     | 11    | 17        | 1666   |          |

#### Por categoría
| Categoría | Temporadas           | 1.er Gran Premio | 1.er Podio        | 1.ª Victoria   | Carreras | Victorias | Podios | Poles | V.Ráp. | Pts. | CM |
| --------- | -------------------- | ---------------- | ----------------- | -------------- | -------- | --------- | ------ | ----- | ------ | ---- | -- |
| 125 cc    | 1999–2003            | 1999 Imola       | Alemania 2002     |                | 65       | 0         | 7      | 5     | 0      | 357  | 0  |
| 250 cc    | 2004–2007            | Sudáfrica 2004   | Alemania 2004     | Valencia 2006  | 65       | 1         | 25     | 4     | 13     | 761  | 0  |
| MotoGP    | 2008–2010, 2013–2015 | Catar 2008       | Indianápolis 2009 |                | 61       | 0         | 1      | 0     | 0      | 206  | 0  |
| Moto2     | 2010–2014            | Catar 2010       | Malasia 2010      | Australia 2010 | 71       | 3         | 7      | 2     | 5      | 473  | 0  |
| Total     | 1999–2015            | 1999–2015        | 1999–2015         | 1999–2015      | 262      | 4         | 40     | 11    | 18     | 1797 | 0  |

#### Carreras por año
(Carreras en negrita indica pole position, carreras en cursiva indica vuelta rápida)
| Año  | Cat.   | Moto           | 1       | 2       | 3       | 4       | 5       | 6       | 7       | 8       | 9       | 10      | 11      | 12      | 13      | 14      | 15      | 16      | 17      | 18     | Pos. | Pts. |
| ---- | ------ | -------------- | ------- | ------- | ------- | ------- | ------- | ------- | ------- | ------- | ------- | ------- | ------- | ------- | ------- | ------- | ------- | ------- | ------- | ------ | ---- | ---- |
| 1999 | 125cc  | Honda          | MAL     | JPN     | SPA     | FRA     | ITA     | CAT     | NED     | GBR     | GER     | CZE     | IMO Ret | VAL     | AUS     | RSA     | BRA     | ARG     |         |        | NC   | 0    |
| 2000 | 125cc  | Honda          | RSA 16  | MAL 16  | JPN Ret | SPA 15  | FRA 15  | ITA 12  | CAT Ret | NED 14  | GBR 12  | GER Ret | CZE Ret | POR Ret | VAL 12  | BRA 11  | PAC 6   | AUS 6   |         |        | 18th | 41   |
| 2001 | 125cc  | Honda          | JPN 14  | RSA 9   | SPA 7   | FRA 14  | ITA 10  | CAT 9   | NED Ret | GBR Ret | GER 12  | CZE 12  | POR Ret | VAL Ret | PAC Ret | AUS 6   | MAL 14  | BRA 6   |         |        | 14th | 63   |
| 2002 | 125cc  | Aprilia        | JPN Ret | RSA 6   | SPA Ret | FRA Ret | ITA 7   | CAT Ret | NED 9   | GBR 7   | GER 2   | CZE 8   | POR Ret | BRA 11  | PAC Ret | MAL 10  | AUS Ret | VAL 4   |         |        | 9th  | 87   |
| 2003 | 125cc  | Aprilia        | JPN Ret | RSA 6   | SPA 3   | FRA Ret | ITA 7   | CAT 3   | NED 6   | GBR 4   | GER 3   | CZE 3   | POR 3   | BRA 3   | PAC 9   | MAL 6   | AUS 7   | VAL Ret |         |        | 2nd  | 166  |
| 2004 | 250cc  | Aprilia        | RSA 5   | SPA 6   | FRA 5   | ITA 8   | CAT Ret | NED 5   | BRA 4   | GER 3   | GBR 4   | CZE Ret | POR 5   | JPN 6   | QAT Ret | MAL 4   | AUS 2   | VAL Ret |         |        | 5th  | 147  |
| 2005 | 250cc  | Aprilia        | SPA 3   | POR 5   | CHN 4   | FRA Ret | ITA 3   | CAT Ret | NED 5   | GBR Ret | GER 3   | CZE 4   | JPN 7   | MAL 3   | QAT Ret | AUS Ret | TUR 7   | VAL 4   |         |        | 7th  | 151  |
| 2006 | 250cc  | Aprilia        | SPA 2   | QAT Ret | TUR 12  | CHN Ret | FRA 5   | ITA 2   | CAT 3   | NED 2   | GBR 2   | GER 2   | CZE Ret | MAL 3   | AUS 2   | JPN 2   | POR 3   | VAL 1   |         |        | 3rd  | 228  |
| 2007 | 250cc  | Aprilia        | QAT 2   | SPA 4   | TUR 4   | CHN 4   | FRA 3   | ITA 2   | CAT 2   | GBR 2   | NED 2   | GER 3   | CZE 11  | RSM 5   | POR 6   | JPN 5   | AUS 9   | MAL Ret | VAL 2   |        | 3rd  | 235  |
| 2008 | MotoGP | Honda          | QAT Ret | SPA 14  | POR 11  | CHN 16  | FRA 12  | ITA 4   | CAT Ret | GBR 15  | NED Ret | GER 4   | USA 13  | CZE 8   | RSM Ret | IND 10  | JPN 17  | AUS Ret | MAL 14  | VAL 10 | 14th | 63   |
| 2009 | MotoGP | Honda          | QAT 6   | JPN 13  | SPA 14  | FRA 11  | ITA 15  | CAT 12  | NED 10  | USA 11  | GER 5   | GBR 4   | CZE 8   | IND 2   | RSM Ret | POR Ret | AUS 4   | MAL 12  | VAL 10  |        | 8th  | 111  |
| 2010 | Moto2  | Force GP210    | QAT Ret | SPA DNS | FRA Ret | ITA 11  | GBR DNS | NED 20  | CAT 10  |         |         |         |         |         |         |         |         |         |         |        | 11th | 95   |
| 2010 | Moto2  | Motobi         |         |         |         |         |         |         |         |         |         |         | IND     | RSM Ret | ARA Ret | JPN 4   | MAL 2   | AUS 1   | POR 3   | VAL 6  | 11th | 95   |
| 2010 | MotoGP | Honda          |         |         |         |         |         |         |         | GER 12  | USA 12  | CZE 13  |         |         |         |         |         |         |         |        | 18th | 11   |
| 2011 | Moto2  | Motobi         | QAT 4   | SPA 7   | POR 12  | FRA 10  | CAT 6   | GBR Ret | NED 5   | ITA 4   | GER 3   | CZE 4   | IND 15  | RSM 4   | ARA 4   | JPN 6   | AUS 1   | MAL 4   | VAL 12  |        | 4th  | 174  |
| 2012 | Moto2  | Suter          | QAT Ret | SPA 12  | POR 6   | FRA Ret | CAT 14  | GBR 11  |         |         |         |         |         |         |         |         |         |         |         |        | 12th | 86   |
| 2012 | Moto2  | FTR            |         |         |         |         |         |         | NED 5   | GER 3   | ITA Ret | IND Ret | CZE 6   | RSM 13  | ARA Ret | JPN 19  | MAL 1   | AUS DNS | VAL     |        | 12th | 86   |
| 2013 | Moto2  | Speed Up       | QAT 8   | AME 8   | SPA 14  | FRA 9   | ITA 8   | CAT Ret | NED 15  | GER 5   |         | IND 14  | CZE Ret | GBR 14  | RSM 14  | ARA Ret | MAL Ret | AUS 5   | JPN 7   | VAL 6  | 14th | 81   |
| 2013 | MotoGP | Ducati         |         |         |         |         |         |         |         |         | USA 11  |         |         |         |         |         |         |         |         |        | 23rd | 5    |
| 2014 | Moto2  | Suter          | QAT Ret | AME 8   | ARG 6   | SPA 17  | FRA Ret | ITA 17  | CAT Ret | NED 5   | GER Ret | IND 8   |         |         |         |         |         |         |         |        | 20th | 37   |
| 2014 | MotoGP | Forward Yamaha |         |         |         |         |         |         |         |         |         |         | CZE 16  | GBR 15  | RSM 14  | ARA 12  | JPN 17  | AUS 9   | MAL Ret | VAL 18 | 21st | 14   |
| 2015 | MotoGP | ART            | QAT 20  | AME 18  | ARG 22  | SPA 21  | FRA 17  | ITA Ret | CAT 15  | NED Ret | GER 18  | IND 21  | CZE Ret | GBR 15  | RSM Ret | ARA Ret | JPN DNS | AUS     | MAL     | VAL    | 28th | 2    |

### Campeonato Mundial de Superbikes

#### Carreras por año
(Carreras en negrita indica pole position, carreras en cursiva indica vuelta rápida)
| Año  | Moto     | 1       | 1      | 2      | 2      | 3      | 3     | 4      | 4       | 5      | 5      | 6       | 6     | 7       | 7      | 8      | 8      | 9     | 9       | 10     | 10    | 11     | 11     | 12     | 12      | 13     | 13      | Pos.  | Pts. |
| Año  | Moto     | R1      | R2     | R1     | R2     | R1     | R2    | R1     | R2      | R1     | R2     | R1      | R2    | R1      | R2     | R1     | R2     | R1    | R2      | R1     | R2    | R1     | R2     | R1     | R2      | R1     | R2      | Pos.  | Pts. |
| ---- | -------- | ------- | ------ | ------ | ------ | ------ | ----- | ------ | ------- | ------ | ------ | ------- | ----- | ------- | ------ | ------ | ------ | ----- | ------- | ------ | ----- | ------ | ------ | ------ | ------- | ------ | ------- | ----- | ---- |
| 2016 | Aprilia  | AUS Ret | AUS 13 | THA 9  | THA 14 | SPA 11 | SPA 8 | NED 12 | NED DNS | ITA 15 | ITA 14 | MAL Ret | MAL 7 | GBR Ret | GBR 15 | ITA 12 | ITA 13 | USA 9 | USA DNS | GER 12 | GER 2 | FRA 10 | FRA 14 | SPA 11 | SPA Ret | QAT 13 | QAT Ret | 13.º  | 96   |
| 2017 | Kawasaki | AUS 14  | AUS 11 | THA 16 | THA 11 | SPA    | SPA   | NED    | NED     | ITA    | ITA    | GBR     | GBR   | ITA     | ITA    | USA    | USA    | GER   | GER     | POR    | POR   | FRA    | FRA    | SPA    | SPA     | QAT    | QAT     | 14.º* | 12*  |

 * Temporada en curso.